# Lori Singer
Lori Singer (Corpus Christi, 6 novembre 1957) è un'attrice, violoncellista ed ex modella statunitense.

## Biografia
È di origini aschenazite, inglesi, scozzesi e tedesche. Il padre Jacques Singer fu un noto musicista e direttore d'orchestra statunitense di origini austro-ungheresi, nato nel 1910 a Premissel, attuale Polonia. La madre Leslie Wright, fu una pianista. Ha un fratello gemello, Gregory, violinista; e altri due fratelli maggiori: Marc Singer, e Claude. All'epoca della nascita di Lori, il padre era direttore di orchestra della Corpus Christi Symphony Orchestra nel Texas.
All'età di quattro anni la famiglia si trasferì a Portland, Oregon, dove il padre divenne direttore della Portland Symphony Orchestra dal 1962 al 1972. Lori Singer debuttò come violoncellista a 13 anni con la Oregon Symphony. Frequentò la Lincoln High School di Portland. Nell'estate del 1971, Lori e il fratello Gregory frequentarono un corso estivo tenuto da Yo-Yo Ma a New York.
Debutta nel mondo dello spettacolo nel 1982 interpretando il ruolo della violoncellista Julie Miller, nella popolare serie televisiva Saranno famosi. Il personaggio di Julie è stato creato appositamente per la Singer, che è realmente un'ottima violoncellista.
È conosciuta per il ruolo di Ariel Moore, la figlia del reverendo Shaw Moore (interpretato da John Lithgow) nel film del 1984 Footloose, al fianco di Kevin Bacon. In seguito la Singer è apparsa in numerose altre pellicole, tra cui Stati di alterazione progressiva, per il quale nel 1986 è stata nominata a un Independent Spirit Award per la miglior attrice protagonista.
Suo fratello è l'attore Marc Singer. I due sono cugini del regista Bryan Singer.

## Filmografia

### Cinema
- Footloose, regia di Herbert Ross (1984)
- Il gioco del falco (The Falcon and the Snowman), regia di John Schlesinger (1985)
- Stati di alterazione progressiva (Trouble in Mind), regia di Alan Rudolph (1985)
- L'uomo con la scarpa rossa (The Man with One Red Shoe), regia di Stan Dragoti (1985)
- Brivido d'estate (Summer Heat), regia di Michie Gleason (1987)
- Made in USA, regia di Ken Friedman (1987)
- Warlock, regia di Steve Miner (1989)
- Trafficanti di morte (Sunset Grill), regia di Kevin Connor (1992)
- Equinox, regia di Alan Rudolph (1993)
- America oggi (Short Cuts), regia di Robert Altman (1993)
- F.T.W. - Fuck The World (FTW), regia di Michael Karbelnikoff (1994)
- Experimenter, regia di Michael Almereyda (2015)
- The Institute, regia di James Franco (2017)

### Televisione
- Born Beautiful - film TV (1982)
- Saranno famosi (Fame) - serie TV, 38 episodi (1982-1983)
- Sotto zero (Stormy and Sorrow), regia di Richard A. Colla (1990) - film TV
- American Playhouse - serie TV, 1 episodio (1990)
- VR.5 - serie TV, 15 episodi (1995-1997)
- Law & Order - Unità vittime speciali (Law & Order: Special Victims Unit) - serie TV, episodio 12x22 (2011)

## Doppiatrici italiane
- Serena Verdirosi in Saranno famosi (stagione 1)
- Cristina Boraschi in Saranno famosi (stagione 2)
- Fiamma Izzo in Footloose
- Daniela De Silva (attrice) in Il gioco del falco
- Laura Boccanera in Stati di alterazione progressiva
- Giuppy Izzo in America oggi